# José de Obaldía
Pour les articles homonymes, voir Obaldia.
José de Obaldía (19 juillet 1806 — 28 décembre 1889) est un homme d'État et ancien président de la République de Nouvelle-Grenade.
Il est le père de José Domingo de Obaldía, 2e président de la République de Panama, et l'arrière-arrière-grand-père du poète et dramaturge René de Obaldia.